# Phaenops
Phaenops es un género de escarabajos de la familia Buprestidae.

## Especies
- Phaenops abies (Champlain & Knull, 1923)
- Phaenops aeneola (Melsheimer, 1845)
- Phaenops aerea Ganglbauer, 1886
- Phaenops californica (Van Dyke, 1918)
- Phaenops carolina (Manee, 1913)
- Phaenops caseyi (Obenberger, 1944)
- Phaenops cyanea (Fabricius, 1775)
- Phaenops delagrangei (Abeille de Perrin, 1891)
- Phaenops drummondi (Kirby, 1837)
- Phaenops formaneki (Jakobson, 1913)
- Phaenops fulvoguttata (Harris, 1830)
- Phaenops gentilis (LeConte, 1863)
- Phaenops guttulata (Gebler, 1830)
- Phaenops horni (Obenberger, 1944)
- Phaenops intrusa (Horn, 1882)
- Phaenops knoteki Reitter, 1898
- Phaenops lecontei (Obenberger, 1928)
- Phaenops marmottani (Fairmaire, 1868)
- Phaenops obenbergeri (Knull, 1952)
- Phaenops obtusa (Horn, 1882)
- Phaenops peakischkulensis Alexeev, 1996
- Phaenops piniedulis (Burke, 1908)
- Phaenops sumptuosa (Abeille de Perrin, 1904)
- Phaenops vandykei (Obenberger, 1944)
- Phaenops yang Kubáň & Bílý, 2009
- Phaenops yin Kubáň & Bílý, 2009